# Яр Михайлівський
Яр Михайлівський (рос. Ов. Михайловский; б. Михайловский Лог) — балка (річка) в Україні в Балаклійській міській громаді Ізюмського району й Олексіївській сільській громаді Лозівського району Харківської області. Ліва притока річки Береки (басейн Азовського моря).

## Опис
Довжина балки приблизно 11,1 км, найкоротша відстань між витоком і гирлом — 9,34 км, коефіцієнт звивистості річки — 1,16. Формується декількома балками та загатами. На деяких ділянках балка пересихає.

## Розташування
Бере початок на південно-західній стороні від села Попівка. Тече переважно на південний захід і впадає в річку Береку, праву притоку Сіверського Дінця у селі Лозівське.
Населенні пункти поблизу берегової смуги: Крутоярка, Лозовенька.

## Притоки
Від витоку до гирла: 
- Коваченків яр - ліва притока [5]
- Попова балка - права притока [6]
- Широка балка - ліва притока[7]
- Токарева балка - ліва притока [8]
- Мокра балка - ліва притока [9]
- Кріпосна балка - ліва притока [10]

## Цікаві факти
- У минулому столітті на балці існували декілька водокачок та газових свердловин[2].